# Тед Найт
Тед Найт (англ. Ted Knight; настоящее имя — Влади́слав Таде́уш Коно́пка (англ. Tadeusz Wladyslaw Konopka); 7 декабря 1923 — 26 августа 1986) — американский актёр кино и телевидения. В Америке наиболее известен по ролям Теда Бакстера в ситкоме Шоу Мэри Тайлер Мур и Генри Раша в комедийном сериале Слишком удобно, в России — по роли судьи Смайлза в фильме «Гольф-клуб» (1980).

## Молодость
Тед Найт появился на свет в семье польских эмигрантов под именем Владислав Тадеуш Конопка (англ. Tadeusz Wladyslaw Konopka) в городе Терривилл, штат Коннектикут. Когда началась Вторая мировая война, Найт бросил школу, чтобы поступить на военную службу. В составе двести девяноста шестого инженерного батальона принимал участие в боевых действиях в Европе. Награждён пятью звёздами за службу и медалью «Пурпурное сердце».

## Карьера
В послевоенные годы Найт изучал актёрское мастерство в Хартфорде, штат Коннектикут. Он выучился на кукловода и чревовещателя. Это помогло ему в 1950 году устроиться на детское телешоу в городе Провиденс, проработав там пять лет. В 1955 году уезжает в Олбани, штат Нью-Йорк, получив работу на телеканале WROW-TV (ныне — WTEN), где участвовал в программе Early Show, состоящего из демонстрации фильмов киностудии Metro-Goldwyn-Mayer и кукольного шоу. Он также был диктором на одноимённой радиостанции. Он покинул станцию в 1957 году после того, как менеджер телеканала Томас С. Мёрфи предложил Найту попробовать свои силы в Голливуде.
Большую часть 1950-х и 1960-х годов Найт появлялся в кино и на телевидении лишь в эпизодических ролях, в частности сыграл одного из охраняющих Нормана Бейтса полицейского в концовке триллера «Психо» (1960). Он принял участие в съёмках таких телесериалов, как «Альфред Хичкок представляет», «Сумеречная зона», «Напряги извилины» и нескольких других. Его последней ролью в кино был судья Смайлз в комедии «Гольф-клуб» (1980).
Голос Найта помог ему стать достаточно успешным нарратором, в частности он является рассказчиком для многих из созданных компанией Filmation мультсериалов о супергероях, а также для Фантастического путешествия, в котором также озвучивал капитана Джонатана Кидда, и первого сезона Супердрузей.

### Шоу Мэри Тайлер Мур
Роль бездарного диктора новостей Теда Бакстера в ситкоме «Шоу Мэри Тайлер Мур» сделала Найта знаменитым и уважаемым среди коллег по цеху. За эту работу получил шесть номинаций на премию «Эмми», две из которых он выиграл (в 1973 и 1976 годах), а также дважды выдвигался на соискание «Золотого глобуса».
После закрытия шоу он появился в одном из эпизодов сериала «Лодка любви», в котором главную роль исполнял его напарник по ситкому Гэвин Маклауд.

### Слишком удобно
После закрытия «Шоу Мэри Тайлер Мур» Найт получил главную роль, грубого мультипликатора Генри Раша, в комедийном сериале «Слишком удобно», премьера которого состоялась в 1980 году. Во время сцены, в которой Генри рисует в спальне, он использует свой опыт чревовещания во время разговора с кукольной версией Космической коровы, главного героя нарисованных им комиксов. Во многих сериях он носил свитера с эмблемами различных колледжей и университетов. Толстовки часто посылали студенты, которые были поклонниками его шоу. Сериал в своём последнем сезоне был официально переименован в «Шоу Теда Найта». По причине тяжёлой болезни Найта в 1986 году ситком был закрыт.

## Личная жизнь
В 1948 году Тед Найт женился на Дороти Смит. У них было трое детей: Тед-младший, Элиз и Эрик.

## Болезнь и смерть
Через несколько месяцев после окончания «Шоу Мэри Тайлер Мур» в 1977 году, у Найта был диагностирован рак, от которого он лечился несколько лет. В 1985 году у него выявили рак толстого кишечника, который в итоге дал метастазы в мочевой пузырь и на всю нижнюю часть желудочно-кишечного тракта.
Тед Найт скончался 26 августа 1986 года от осложнений после операции. Похоронен на кладбище Форест-Лаун в Глендейле, штат Калифорния. На его надгробной плите выбито имя Теодор С. Конопка.
В январе 1985 года Тед Найт был удостоен звезды на Голливудской аллее славы за вклад в развитие телевидения. Адрес звезды — 6673 Голливуд бульвар.
В честь актёра в его родном городе Терривиле, штат Коннектикут был назван мост, на котором висит выполненная из бронзы памятная доска с его портретом.